# 都正街
都正街是长沙市老街之一，该街位于芙蓉区西部解放路南侧，街内有毛泽东同志早期革命活动纪念地修业学校。
都正街同时也是邻近的芙蓉区的一个街道办事处的名称，该行政区以路名为办事处名。都正街街道办事处的四至是，东临芙蓉路，西至蔡锷南路，北抵解放西路，南与天心区相接。街道办事处机关设在堂皇里89号，总面积0.35平方公里。